# Tinker Bell (Peter Pan)
Tinker Bell, conocida como Campanita  en Hispanoamérica y Campanilla en España, es un personaje ficticio en la obra de teatro y posterior novela Peter Pan y Wendy, de J.M. Barrie. Igualmente, aparece en numerosas adaptaciones cinematográficas, incluyendo el conocido filme animado de Disney Peter Pan, cuya versión ha aparecido en diferentes medios.

## Personaje de la novelaPeter Pan
En el libro y obra original, es 3 años mayor a Peter. Tinker Bell es descrita como un hada común que arregla ollas y teteras, (definición de tinker en inglés), y a veces se refiere a ella simplemente como "Tink". Aunque a veces es malcriada y vengativa, otras veces es servicial y amable con Peter (por quien aparentemente tiene sentimientos románticos). Los extremos en su personalidad son explicados en la historia por el hecho de que su tamaño de hada previene que tenga más de un sentimiento a la vez. Tinker Bell, como otras hadas en las obras de Barrie, puede hacer que otros vuelen espolvoreándoles "polvo de hada".
Las hadas de la historia de J. M. Barrie dependen de la creencia, la atención y la fe de otros para sobrevivir. En una famosa escena ella está muriendo, pero se indica que podrá sobrevivir si otra gente cree en las hadas. En la obra de teatro los personajes les piden a los niños que están viendo que la mantengan con vida gritando "Yo creo en las hadas," y aplaudiendo, un ejemplo de interacción con el público. Peter llama a los niños dormidos del mundo de la historia para que crean en ella. Al final de la novela, cuando Peter regresa a la casa de los Darling después de un año en El país de Nunca Jamás, se revela que Tinker Bell "no está más" ya que "las hadas no viven por mucho tiempo, pero son tan pequeñas que un rato corto les parece un buen rato." Peter la ha olvidado.

## Adaptaciones

### Peter Pan(1924)
En la película de 1924, Tinker Bell fue interpretada por Virginia Browne Faire.

### Personaje de Disney

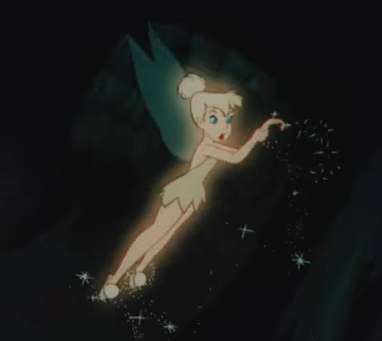
Tinker Bell en la película de animación de Disney de 1953.

Walt Disney Productions produjo en 1953 una película de animación basada en la obra de teatro Peter Pan, donde aparece una representación del personaje de Tinker Bell que se convirtió en uno de los iconos comerciales más importante de la productora, y un símbolo de personaje mágico.
Tinker Bell ha aparecido en comerciales y en los créditos de apertura de algunos programas esparciendo polvo de hadas con su varita, para regar un sentimiento mágico sobre varios otros iconos de Disney; esto ha hecho que esta Tinker Bell se aleje de la original de la novela, como por ejemplo el castillo de Disneyland que es usado como el logo de las películas y DVD de Walt Disney. Aunque usa una varita en su rol comercial, el personaje animado en Peter Pan no usa una varita. En los Archivos de Personajes de Disney, y en el filme de Peter Pan de 1953, se refieren a ella como un duende y se usa el término "polvo de duende" para describir el "polvo de hadas" que usa en el libro original; sin embargo en algunos contextos la compañía también se refiere a ella como a un hada. A pesar de ser una leyenda urbana el que Disney haya moldeado el personaje animado con semejanza a la actriz Marilyn Monroe, Margaret Kerry fue la inspiración para los animadores al crear este personaje.

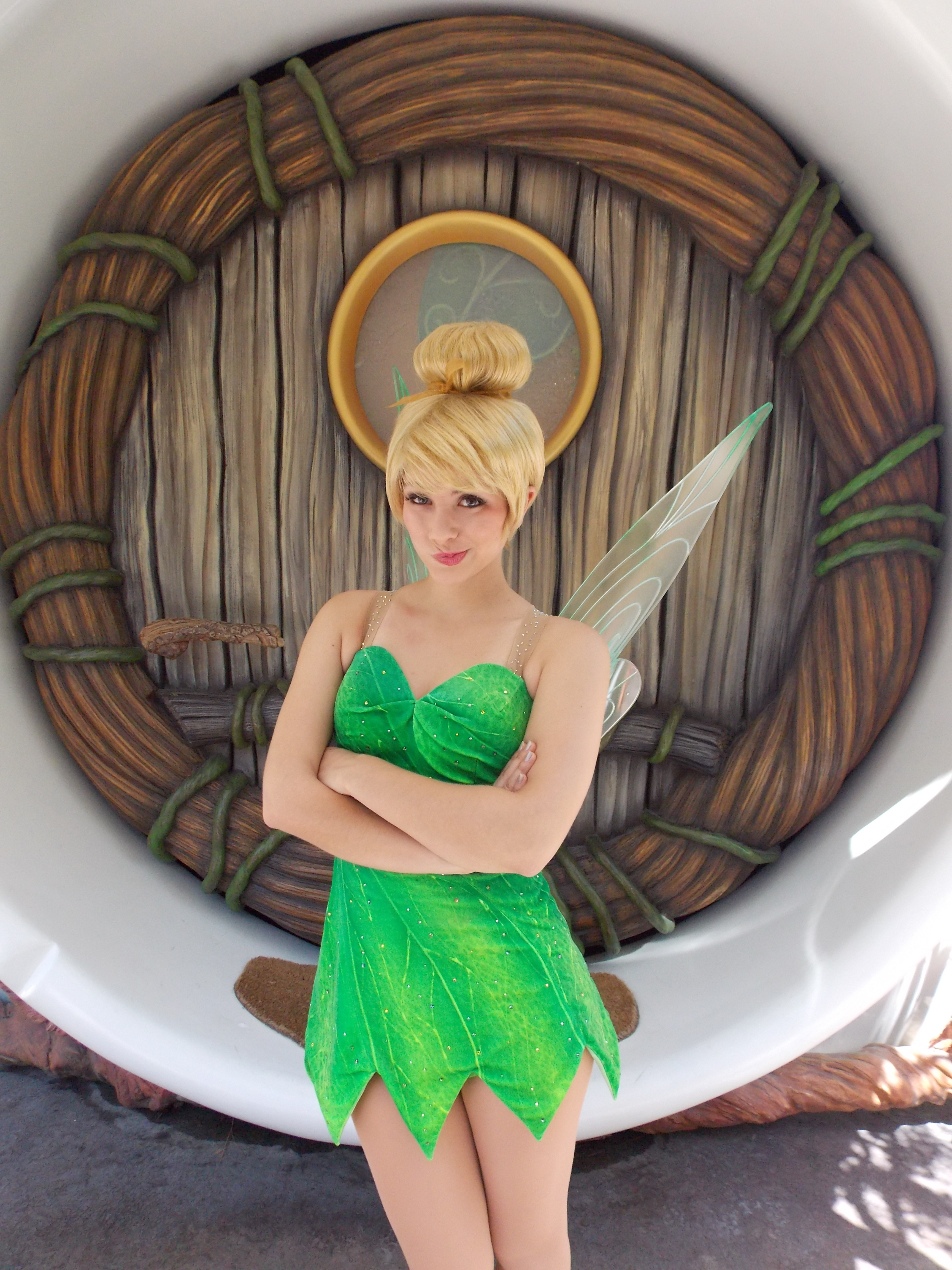
Actriz de Disneyland caracterizada como la versión de Disney del personaje.

Tinker Bell se destaca prominentemente en «El vuelo de Peter Pan», una atracción de los parques temáticos de Disney consistente en un paseo suspendido en la oscuridad basado en el filme animado de 1953.
Localizado en Fantasyland, es una de las pocas atracciones abiertas desde el día de apertura de Disneylandia en 1955. Desde los 70, Tinker Bell ha aparecido como una intérprete en vivo, volando por el cielo en el clímax de algunos de los espectáculos nocturnos de fuegos artificiales de Disneyland. Desde los 90 una intérprete en vivo también vuela sobre los cielos de Magic Kingdom durante los fuegos artificiales.
Tinker Bell apareció con varios otros personajes de Disney en la serie de televisión House of Mouse, y apareció en la serie de videojuegos Kingdom Hearts (como una amiga que el protagonista, Sora, puede convocar en las peleas). También ha hecho apariciones en el logotipo de Disney DVD, donde convierte el texto en el logo con agitar la mano. Campanita aparece como anfitriona de varias series de televisión de Disney en la última parte de los 1950s y en los 1960s, incluyendo "Disneyland", la serie de TV que presentaba el parque temático mientras aún estaba en construcción, y también en los espectáculos "Walt Disney Presenta" y "El Maravilloso Mundo de Disney".
Tinker Bell aparece al final de ¿Quién engañó a Roger Rabbit?, cerrando la película en la manera tradicional de Disney espolvoreando polvo de hadas, justo después de que Porky el Cerdito cierra la película con el tradicional "¡E-e-eso es todo, amigos!" de Merrie Melodies y Looney Tunes.

##### Disney Fairies
El personaje era originalmente parte de la franquicia de Disney Princess, pero fue retirada de este grupo y convertida en el personaje principal de la franquicia de Disney Fairies. Se puede encontrar en pósteres, relojes, puertas de dormitorio, sombreros, camisas, sombrillas, e incluso anillos y collares. Tiene su propia línea de productos y se ha convertido en un ícono para muchos niños jóvenes. La versión de Disney del personaje se ha convertido en un disfraz popular en Halloween para las personas. Tinker Bell y los personajes de Disney Fairies aparecen en una línea de libros escritos por la autora de Hechizada, Gail Carson Levine.

### Hook(1991)
En la película de 1991 Hook, Tinker Bell es interpretada por Julia Roberts. Tras llevar a Peter, ya adulto, al País de Nunca Jamás para rescatar a sus hijos, Tinker Bell convence al Capitán Garfio de que le dé tres días para restaurar la memoria perdida de Peter (incluyendo sus habilidades para volar, luchar y cantar) y así asegurar una pelea justa entre Peter y Garfio. Tras recuperar la memoria de Peter, Campanilla "desea" convertirse en una mujer de tamaño humano para compartir un beso con Peter. Tras el regreso de Peter a Londres, Tinker Bell se le aparece una última vez en la estatua de Peter Pan en los Jardines de Kensington para decirle que siempre lo amará. Lisa Wilhoit interpreta a la joven Tinker Bell en una escena donde se la muestra cuando encontró a Peter siendo un bebé.
En esta versión, Tinker Bell es representada como un hada alada de quince centímetros de altura y con un corte de pelo rojo de pixie. Lleva una túnica de cuero harapienta con pantalones cortos a juego y lleva una daga atada a la pierna. Solo cuando vuela aparece como la tradicional bola de luz. Tinker Bell muestra una fuerza desproporcionada para su tamaño y es capaz de levantar y cargar a un hombre adulto, además de blandir una espada humana mientras vuela (dando la impresión de que la espada flota en el aire). Esta es también la primera interpretación en la que Tinker Bell tiene la capacidad de transformarse en una versión de sí misma a tamaño humano. Hook subvierte el canon de Tinker Bell al hacerla sobrevivir hasta bien entrada la era moderna, mientras que la novela original afirma que las hadas tienen una vida efímera. La novela implica que Tinker Bell murió poco después de las aventuras de los niños Darling y que Peter la olvidó.

### Peter Pan(2003)
En la película Peter Pan de 2003, el director P. J. Hogan originalmente planeó usar una versión generada por computadora del personaje, pero en su lugar el personaje fue interpretado por Ludivine Sagnier en combinación con modelos y efectos digitales para aprovechar las expresiones de la actriz.